# المضمار (المخادر)

تعديل مصدري - تعديل

المضمار هي إحدى قرى عزلة السحول بمديرية المخادر التابعة لمحافظة إب، بلغ تعداد سكانها 260 نسمة حسب تعداد اليمن لعام 2004.